# Ray Kennedy
Raymond Kennedy (Seaton Delaval, Northumberland, 1951. július 28. – 2021. november 30.) válogatott angol labdarúgó, középpályás.

## Pályafutása
1968 és 1974 között az Arsenal, 1974 és 1982 között a Liverpool
1982–83-ban a walesi Swansea, 1983–84-ben a Hartlepool United labdarúgója volt.
1976 és 1980 között 17 alkalommal szerepelt az angol válogatottban és három gólt szerzett. Részt vett az 1980-as Európa-bajnokságon.

## Sikerei, díjai

### Klubcsapatokban

#### Arsenal
- Vásárvárosok kupája: 1970
- Football League First Division: 1970–71
- FA-kupa: 1971
- FA-kupa - döntős: 1972

#### Liverpool
- Football League First Division: 1975–76, 1976–77, 1978–79, 1979–80, 1981–82
- FA Charity Shield: 1976, 1977 (megosztva), 1979, 1980
- UEFA-kupa: 1976
- FA-kupa - döntős: 1972
- Bajnokcsapatok Európa-kupája: 1977, 1978, 1981
- UEFA-szuperkupa: 1977
- UEFA-szuperkupa - döntős: 1978
- Angol ligakupa - döntős: 1978
- Angol ligakupa: 1981
- Interkontinentális kupa - döntős: 1981

### Swansea City
- Walesi kupa: 1982

### Egyéni
- BBC - a szezon gólja: 1978–79

## Statisztikái

### Klubcsapatokban
| Klub              | Szezon         | Bajnokság       | Liga            | Liga  | FA-kupa         | FA-kupa | Egyéb           | Egyéb | Összesen        | Összesen |
| Klub              | Szezon         | Bajnokság       | Pályára lépései | Gólok | Pályára lépései | Gólok   | Pályára lépései | Gólok | Pályára lépései | Gólok    |
| ----------------- | -------------- | --------------- | --------------- | ----- | --------------- | ------- | --------------- | ----- | --------------- | -------- |
| Arsenal           | 1969–70        | First Division  | 4               | 1     | 0               | 0       | 2               | 1     | 6               | 2        |
| Arsenal           | 1970–71        | First Division  | 41              | 19    | 9               | 2       | 13              | 5     | 63              | 26       |
| Arsenal           | 1971–72        | First Division  | 37              | 12    | 8               | 1       | 10              | 6     | 55              | 19       |
| Arsenal           | 1972–73        | First Division  | 34              | 9     | 8               | 2       | 1               | 0     | 43              | 11       |
| Arsenal           | 1973–74        | First Division  | 42              | 12    | 3               | 1       | 1               | 0     | 46              | 13       |
| Arsenal           | Összesen       | Összesen        | 158             | 53    | 28              | 6       | 27              | 12    | 213             | 71       |
| Liverpool         | 1974–75        | First Division  | 25              | 5     | 0               | 0       | 8               | 5     | 33              | 10       |
| Liverpool         | 1975–76        | First Division  | 30              | 6     | 2               | 0       | 11              | 4     | 43              | 10       |
| Liverpool         | 1976–77        | First Division  | 41              | 7     | 8               | 1       | 12              | 1     | 61              | 9        |
| Liverpool         | 1977–78        | First Division  | 41              | 4     | 1               | 0       | 19              | 3     | 61              | 7        |
| Liverpool         | 1978–79        | First Division  | 42              | 10    | 7               | 1       | 5               | 0     | 54              | 11       |
| Liverpool         | 1979–80        | First Division  | 40              | 9     | 8               | 0       | 8               | 0     | 56              | 9        |
| Liverpool         | 1980–81        | First Division  | 41              | 8     | 2               | 1       | 19              | 4     | 62              | 13       |
| Liverpool         | 1981–82        | First Division  | 15              | 2     | 0               | 0       | 8               | 1     | 23              | 3        |
| Liverpool         | Összesen       | Összesen        | 275             | 51    | 28              | 3       | 90              | 18    | 393             | 72       |
| Swansea City      | 1981–82        | First Division  | 17              | 2     | 0               | 0       | 0               | 0     | 18              | 2        |
| Swansea City      | 1982–83        | First Division  | 21              | 0     | 0               | 0       | 7               | 0     | 28              | 0        |
| Swansea City      | 1983–84        | Second Division | 3               | 0     | 0               | 0       | 2               | 0     | 5               | 0        |
| Swansea City      | Összesen       | Összesen        | 42              | 2     | 0               | 0       | 9               | 0     | 51              | 2        |
| Hartlepool United | 1983–84        | Fourth Division | 23              | 3     | 0               | 0       | 1               | 0     | 24              | 3        |
| Teljes karrier    | Teljes karrier | Teljes karrier  | 498             | 109   | 56              | 9       | 127             | 30    | 681             | 148      |

### A válogatottban
| Nemzeti csapat | Év(ei)   | pályára lépése(i) | Gólja(i) |
| -------------- | -------- | ----------------- | -------- |
| Anglia         | 1976     | 4                 | 1        |
| Anglia         | 1977     | 7                 | 2        |
| Anglia         | 1978     | 0                 | 0        |
| Anglia         | 1979     | 1                 | 0        |
| Anglia         | 1980     | 5                 | 0        |
| Összesen       | Összesen | 17                | 3        |